# Mamia IV de Gourie
Mamia IV de Gourie (Mamia IV Gurieli géorgien : მამია IV გურიელი) (mort en 1778 ou 1784), issu de la maison Gouriel de Géorgie occidentale est  prince de Gourie de 1726 à 1756 puis de nouveau de 1758 à 1765 et de 1771 à 1776. Les interruptions de son règne sont liées à la rivalité de Mamia IV avec son jeune frère Georges V Gurieli, et à la situation complexe de la région du fait des interventions répétées de l'Empire ottoman et du royaume d'Iméréthie destinées à placer l'ouest de la Géorgie sous leur contrôle.

## Premier règne
Mamia est le fils ainé   Georges IV de Gourie, et de son épouse, Elene née dans la famille des princes Chervachidzé. Il naît avant 1717 lorsque Georges IV doit divorcer d'Elene et est contraint d'épouser Khvaramze, fille de Bejan prince de Mingrelie. Mamia succède à son père à la mort de ce dernier en 1726. En 1732, il s'allie avec le roi  Alexandre V d'Iméréthie, en épousant la fille du souverain nommée Rodam, et il apporte son appui à Alexandre contre la coalition des nobles de l'ouest de la Géorgie conduit par Otia  Dadiani, Prince de Mingrélie, Grigol, duc de Ratcha, et Zourab Abachidzé, qui tentent de placer sur la trône le frère d'Alexandre Mamouka. Alexandre et Mamia remporte le sanglant engagement de Chikhori.

## Dépositions et retours
Les relations de Mamia avec Salomon Ier d'Iméréthie le fils et successeur d'Alexandre V sont initialement hostiles.
Sa participation en 1752  à un ultime complot visant à écarter Salomon Ier du trône d'Iméréthie, entraîne son éviction du trône de Gourie. Salomon se rétablit avec l'appui de l'Empire ottoman en 1756 et dépose Mamia en faveur de son jeune frère, Georges V Gurieli,.
Mamia s'enfuit par les monts du Racha et ensuite se rend en Géorgie orientale solliciter l'appui
du roi Héraclisu II de Kakhétie alors au sommet de sa puissance. Grâce à l'intercession d'Heraclius, Mamia gagne la faveur du pacha Ottoman Akhaltsikhe et est restauré en Gourie en 1758. Il se réconcilie avec Salomon et participe à ses combats contre le empiétements ottomans et le commerce d'esclaves. En 1765, le pacha d'Akhaltsikhe détrône Mamia et le remplace par son frère 
, Georges V Gurieli qu'il juge plus manéable.
Pendant la  Guerre russo-turque de 1768-1774, Salomon envahit la Gourie, défait les forces ottomanes marche par l'Iméréthie sur Batoumi, et restaure Mamia dans sa principauté. Les relations entre les deux souverains se détériorent rapidement car Salomon cherche à assurer sa suprématie sur la Géorgie occidentale. En 1775, il envahit de nouveau la Gouiue. Le frère et a rival de Mamia
Georges V exploite l'instabilité dans lequel sombre le pays et oblige Mamia à se retirer dans un monastère. Mamia meurt en 1784 (ou 1778) selon Cyrille Toumanoff).

## Union et postérité
Mamia se marie deux fois, d'abord avec Rodam, princesse d'Iméréthie, puis avec une noble Tavdgiridzé. Il laisse trois enfants:
- princess Darejan (morte en 1813), épouse du Prince Mkheidzé;
- prince Giorgi, qui meurt très jeune;
- princesse Thamar.